# Корнилов, Николай Васильевич
Николай Васильевич Корнилов (28 августа 1940, Самарская область — 19 октября 2019, Москва) — советский и российский врач, травматолог-ортопед. Заслуженный деятель науки РФ (1994), член-корреспондент РАМН, доктор медицинских наук, профессор.

## Образование
- Ленинградский педиатрический медицинский институт (окончил в 1964 году)
- Клиническая ординатура при Ленинградском НИИТО имени Р. Р. Вредена (1967)

В 1975 году Корнилов защищает кандидатскую диссертацию на тему «Гомопластика сухожилий сгибателей пальцев кисти» и избирается по конкурсу на должность старшего научного сотрудника отделения восстановительной хирургии
19 сентября 1986 приказом Министерства здравоохранения РСФСР он назначается директором Ленинградского научно-исследовательского института травматологии и ортопедии имен Р. Р. Вредена (до 2003 года).
С 1989 года — профессор по травматологии и ортопедии, назначен главным травматологом Министерства здравоохранения РСФСР.
Автор свыше 550 научных статей, 19 монографий, 37 методических рекомендаций, 58 изобретений.
В 1997 году он избран членом-корреспондентом РАМН, а в следующем — членом Президиума Северо-Западного отделения РАМН.

## Смерть
Николая Васильевича не стало 18 октября 2019 года после непродолжительной болезни.

## Награды
- Юбилейная медаль «За доблестный труд. В ознаменование 100-летия со дня рождения В. И. Ленина» (1970)
- «Отличник здравоохранения» (1975)
- Медаль «За трудовую доблесть» (1986)
- Серебряная медаль ВДНХ «За участие в теоретической разработке и практическом внедрении медицинской и социально-трудовой реабилитации больных и инвалидов».
- Заслуженный деятель науки Российской Федерации (30 декабря 1994)[4] — за заслуги в научной деятельности
- «Человек года» (1996)
- Благодарность «За активное участие в организации и проведении выездного заседания Совета Федерации Федерального Собрания РФ в г. С-Петербурге». (1997)
- Орден Почёта (2001) — за большой вклад в медицинскую науку[5]
- Грамота Президиума Российской академии медицинских наук (2005)